# Megaselia nigelloides
Megaselia nigelloides är en tvåvingeart som beskrevs av Borgmeier 1962. Megaselia nigelloides ingår i släktet Megaselia och familjen puckelflugor. Inga underarter finns listade i Catalogue of Life.